# Anisarthrocera
Anisarthrocera là một chi bọ cánh cứng trong họ Meloidae.
Chi này được miêu tả khoa học năm 1896 bởi Semenov.

## Các loài
Chi này gồm các loài:
- Anisarthrocera batesi (Marseul, 1872)